# Kapmalaien

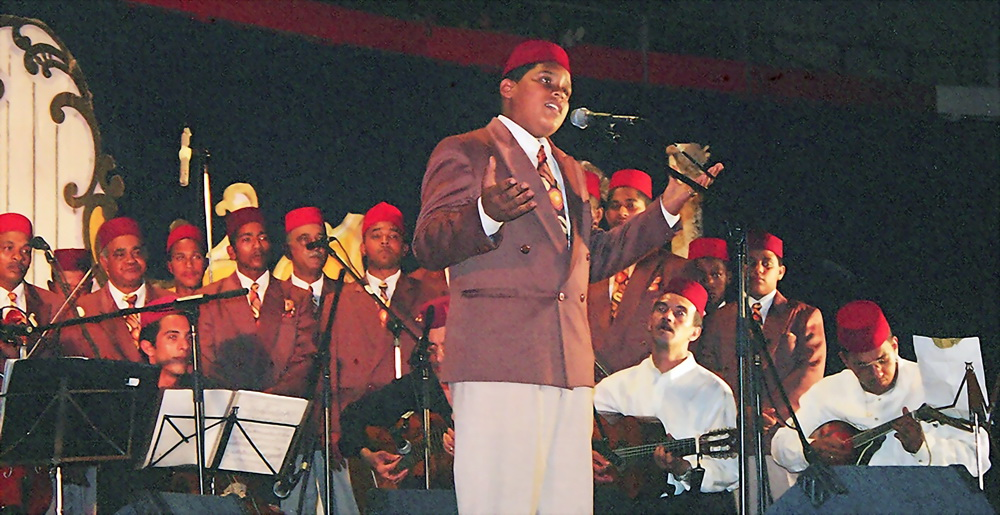
Kapmalaienchor im Good Hope Centre, Kapstadt

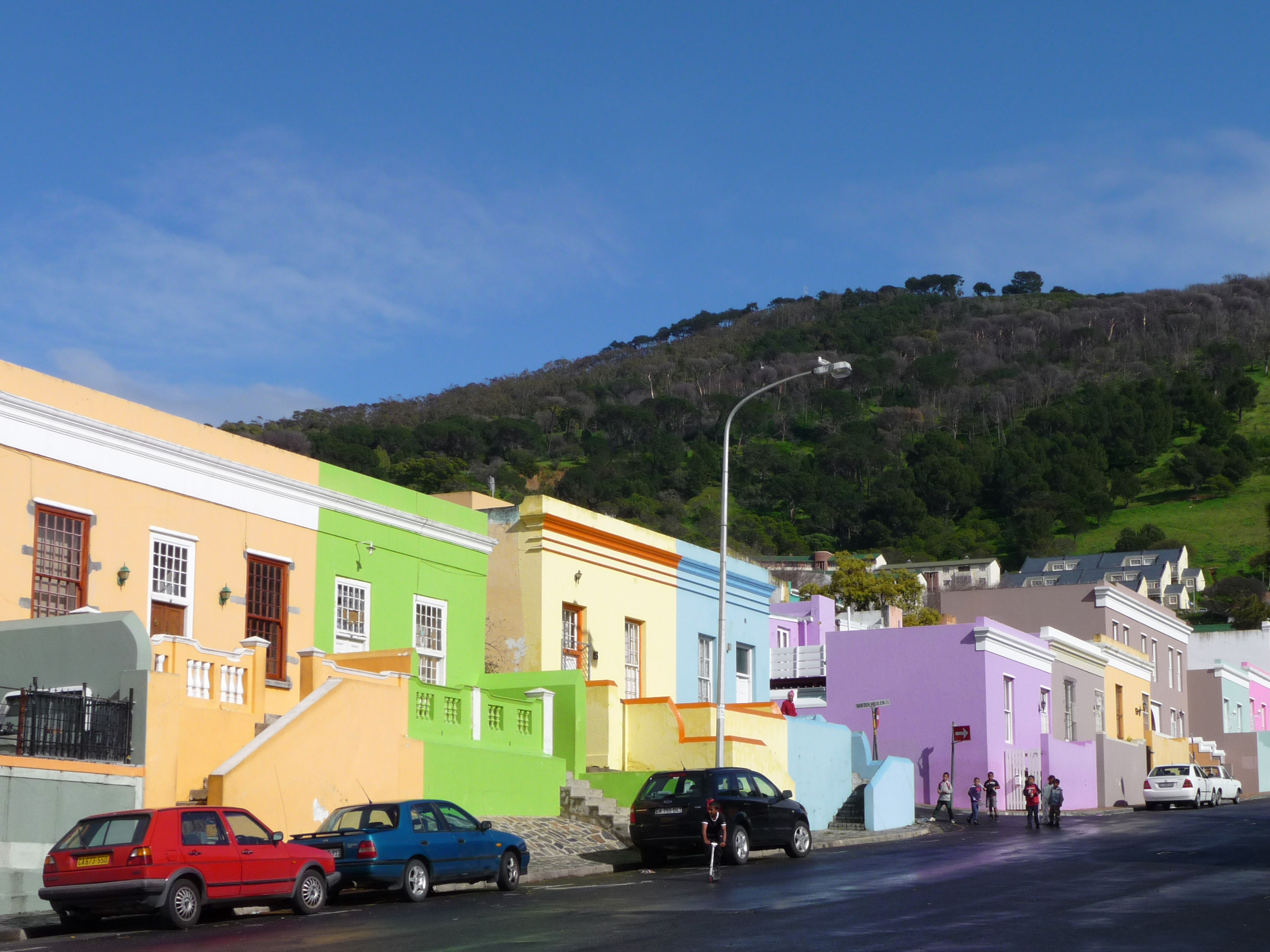
Bo-Kaap, Kapstädter Malaienviertel

Die Kapmalaien sind eine ethnische Gruppe in Südafrika, die ihre Herkunft auf muslimische südostasiatische Sklaven und Kontraktarbeiter in den Zeiten der niederländischen Kolonialherrschaft zurückführt. Sie wurden von der Niederländischen Ostindien-Kompanie (V.O.C.) aus Niederländisch-Indien geholt. Malaien meint hier im breiteren Sinn die Bewohner des Malaiischen Archipels und der Malaiischen Halbinsel (auch Malakka war im 17./18. Jahrhundert niederländisch).
Die Kapmalaien sprechen meist Afrikaans als Muttersprache, sie unterscheiden sich von den Cape-Coloureds vor allem durch ihre Religion, den Islam. Während der Apartheid wurden sie ebenfalls als Coloureds klassifiziert.
Die Kapmalaien leben ganz überwiegend in der Provinz Westkap und besonders in Kapstadt. Ihre Zahl dürfte etwa bei 200.000 liegen. Der Kapstädter Stadtteil Bo-Kaap gilt als historisches Zentrum der Kapmalaien. Daneben sind sie auch in Mitchells Plain, dem ehemaligen Township für Coloureds in den Cape Flats vertreten.
Die Kapmalaien haben großen Einfluss auf die südafrikanische Küche genommen.